# Alfredo Reinado
Alfredo Alves Reinado (11. november 1968 –11. februar 2008) var en officer og oprørsleder fra Østtimor.
Reinado var major i Øst-Timors forsvarsstyrker indtil han deserterede den 4. maj 2006 for at sluttet sig til omkring 600 andre tidligere soldater som var blevet afskediget efter protester med baggrund i utilfredshed mod favorisering i forbindelse med forfremmelser. Reinado stillede sig i spidsen for soldaterne og anførte et oprør mod myndighederne. Den 11. februar 2008 gennemførte oprørerne under ledelse af Reinado et angreb mod Østtimors præsident José Ramos Horta og statsminister Xanana Gusmão. Reinado blev skudt og dræbt under attentatforsøget.